# Voriella armiceps
Voriella armiceps är en tvåvingeart som först beskrevs av Malloch 1930.  Voriella armiceps ingår i släktet Voriella och familjen parasitflugor. Inga underarter finns listade i Catalogue of Life.